# 苏铭天
苏铭天（英語：Sir Martin Stuart Sorrell, 1945年2月14日—）是一位英国企业家。中文名叫苏铭天。

## 生平

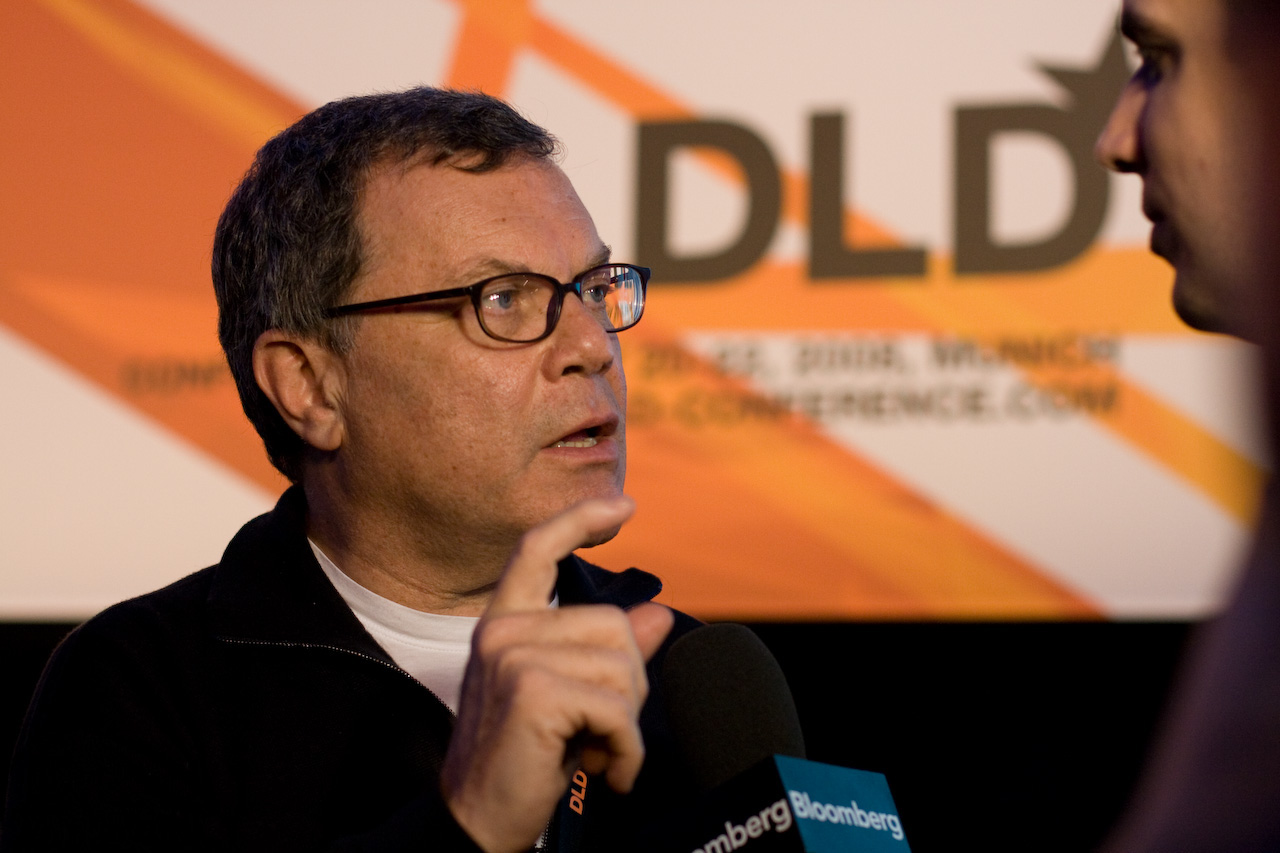
2008年的苏铭天

1945年出生于英国伦敦的一个犹太家庭，祖籍俄罗斯、波兰和罗马尼亚。获得剑桥大学基督学院经济学学士学位，1968年获得哈佛商学院工商管理硕士。1975年加入上奇广告，1977年至1984年担任其财务总监。 1985年以25万英镑收购一家英国购物车制造商WPP集团，并改造为一家小型广告公司，1986年成为其首席执行官。1987年恶意收购智威汤逊，1989年收购奥美，2012年将WPP集团出售给伯克希尔·哈撒韦。2018年5月离开WPP集团，创建S4资本。